# Stilbella jaapii
Stilbella jaapii är en svampart som beskrevs av Matsush. 1975. Stilbella jaapii ingår i släktet Stilbella, ordningen köttkärnsvampar, klassen Sordariomycetes, divisionen sporsäcksvampar och riket svampar.   Inga underarter finns listade i Catalogue of Life.